# Georges Emin
Georges Emin (en arménien : Գևորգ Էմին), de son vrai nom Karlen Muradyan (en arménien : Կարլեն Գրիգորիի Մուրադյան), né le 30 septembre 1919 à Achtarak et mort le 11 juin 1998 à Erevan, est un poète, essayiste et traducteur arménien,.

## Biographie
Karlen Muradyan naît le 30 septembre 1919 à Achtarak au sein d'une famille de fonctionnaires.
En 1936-1940, il fait ses études à l'Institut polytechnique Karl Marx d'Erevan. Ses œuvres sont publiées dès 1938. Diplômé en ingénierie hydrotechnique, il travaille à la construction de centrales hydroélectriques en 1941-1942.
Mobilisé dans l'armée rouge en 1942-1944, il participe aux opérations militaires du Front de l'Est. Il entre au PCUS en 1953.
En 1956, il sort diplômé des cours littéraires supérieurs organisés au sein de l'Union des écrivains soviétiques.
En 1969-1972, il est rédacteur en chef du magazine littéraire Literaturnaya Armenya.
Il traduit en arménien certaines œuvres de Vladimir Maïakovski, Marina Tsvetaïeva, Sergueï Essénine, Boris Pasternak, Evgueni Evtouchenko, Andreï Voznessenski, Rassoul Gamzatov, Louis Aragon, ainsi que le roman d'Erich Maria Remarque Un temps pour vivre, un temps pour mourir.

## Œuvres
- Nouvelle route, 1951.
- Parle Arménie, Recherches, 1955.
- Deux chemins, 1962.

## Distinctions
- Prix Staline de 3e classe (1951) pour le recueil La nouvelle route (1949)
- Ordre de l'Insigne d'honneur (1956, 1969)
- Prix d'État de l'URSS (1976) pour le recueil de poèmes Le Siècle, la Terre, l'Amour (1974)
- Ordre de l'Amitié des peuples (1979)
- Ordre de la révolution d'Octobre (1984)